# Рокухара-тандай
Рокухара-тандай або Рокухарська інспекція (六波羅探題) — поліцейсько-судове управління в Кіото в період Камакурського сьогунату. Було частиною бакуфу для нагляду за імператорським двором. Рокахара-тандай очолювали виключно представники роду Ходзьо. Названо за районом у Кіото та імператорським палацом Рокухара (六波羅).

## Історія
Після придушення заколоту екс-імператора Ґо-Тоби проти бакуфу сіккен Ходзьо Йосітокі вирішив встановити більш пильний контроль над імператорським двором. Тому в Кіото було утворено поліцейську структуру Рокахара-тандай, головним завданням був таємний нагляд за імператором. Являла собою таємну поліцію та контррозвідку бакуфу. На чолі були два керівники — кітаката (північний) та мінаміката (південний). Перший вважався старшим й більш впливовим.
Рокухарські інспектори відіграли важливу роль у викриті та швидкому придушенні заколотів й попереджені змов сьогунів з правлячого дому та імператорів проти Ходзьо — 1244, 1252, 1266, 1289, 1326 роках. Також повалені сьогуни перебували під особливим наглядом Рокухара-тандай.
У 1326 році під час повстання імператора Ґо-Дайґо війська Рокухарських інспекторів змусили імператора втекти з Кіота. Завдяки цьому в подальшому Ходзьо вдалося захопити Ґо-Дайґо. Але коли у 1332 році почався загальний виступив самураїв на боці поваленого імператора війська Рокахар-тандай не змогли чинити спротив. При відступі з Кіото 1333 року рокухарські інспектори Ходзьо Накатокі і Ходзьо Токімасу зазнали поразки неподалік від японської столиці й загинули. Невдовзі Камакурський сьогунат припинив існування. Тоді ж ліквідовано Рокахара-тандай.

## Очільники

### Кітаката
1. Ходзьо Ясутокі (1221—1224)
2. Ходзьо Токіудзі (1224—1230)
3. Ходзьо Шиґетокі (1230—1247)
4. Ходзьо Наґатокі (1247—1256)
5. Ходзьо Токімоті (1256—1270)
6. Ходзьо Йосімуне (1271—1276)
7. Ходзьо Токімура (1277—1287)
8. Ходзьо Канетокі (1287—1293)
9. Ходзьо Хісатокі (1293—1297)
10. Ходзьо Мунеката (1297—1300)
11. Ходзьо Мототокі (1301—1303)
12. Ходзьо Токінорі (1303—1307)
13. Ходзьо Садаакі (1311—1314)
14. Ходзьо Токіацу (1315—1320)
15. Ходзьо Норісада (1321—1330)
16. Ходзьо Накатокі (1330—1333)

### Мінаміката
1. Ходзьо Токіфуса (1221—1225)
2. Ходзьо Токіморі (1224—1242)
3. Ходзьо Токісуке (1264—1272)
4. Ходзьо Токікуне (1277—1284)
5. Ходзьо Канетокі (1284—1287)
6. Ходзьо Моріфуса (1288—1297)
7. Ходзьо Муненобу (1297—1302)
8. Ходзьо Садаакі (1302—1308)
9. Ходзьо Садафуса (1308—1309)
10. Ходзьо Токіацу (1311—1315)
11. Ходзьо Коресада (1315—1324)
12. Ходзьо Садаюкі (1324—1330)
13. Ходзьо Токімасу (1330—1333)